# Thập niên 410
Thập niên 410 hay thập kỷ 410 chỉ đến những năm từ 410 đến 419.